# Strategic Simulations, Inc.

Strategic Simulations, Inc. (SSI) — компанія-розробник і видавець відеоігор, заснована в 1979 році і закрита в 2001. Компанія широко відома своїми варгеймами, адаптаціями настільних ігор, як Dungeons & Dragons, та серією Panzer General.

## Історія
Компанію заснував Джоель Біллінгс, шанувальник варгеймів. 1979 року, під час літнього підробітку в Amdahl Corporation, він познайомився з програмістами та знайшов комп'ютери, TRS-80 зручними для створення відеоігор-варгеймів. Того ж року було створено Strategic Simulations, Inc. Джоел найняв на роботу програмістів Джоеля Лайонса, який став автором Computer Bismarck, і Еда Віллінгера, який створив Computer Ambush. Директор зі стратегії та маркетингу в Apple Computer Тріп Хокінс переконав його в тому, що розробка ігор на Apple II є доцільнішою і багато наступних ігор виходили саме на цій платформі. Геймдизайнер Чак Крогел, співавтор Девіда Лендрі за багатьма раннім варгеймами SSI, приєднався до компанії в 1983 році і керував розробкою нових продуктів більше десяти років.
SSI також випускала рольові ігри. 1984 року вийшли такі ігри як Wizard's Crown, Questron та Phantasie. Зимовий каталог ігор компанії 1985 року вже налічував 50 різних найменувань для різних платформ. 1987 року SSI отримала ліцензію на використання рольової системи Advanced Dungeons & Dragons від TSR Inc. і випустила більше 30 AD & D ігор за наступні роки, починаючи з Pool of Radiance в 1988 році. Продукти TSR Inc. утворили ядро ігор, заснованих на рушієві Gold Box.
У 1994 році SSI розробила варгейм-гру Panzer General за мотивами подій Другої світової війни. Надалі були випущені кілька продовжень, але перевершити свій першоджерело вони не змогли.
SSI 1994 року придбала компанія Mindscape Inc. (тоді називалася The Software Toolworks, Inc.) й існувала як підрозділ Matell. У березні 2001 року стала частиною Ubisoft і перестала існувати як окремий бренд. У грудні 2013 року Джоел Біллінгс подарував ICHEG кілька відеоігор SSI, таких як Computer Bismarck, разом із вихідним кодом для збереження.